# Луций Антоний Альб (консул-суффект 102 года)
Луций Антоний Альб (лат. Lucius Antonius Albus) — римский государственный деятель первой половины II века.
Предком Альба, по всей видимости, Марк Антоний Бальб, упоминаемый в одной надписи из Эфеса. В 102 году Альб занимал должность консула-суффекта вместе с Марком Юнием Гомуллом. Его сыном был консул-суффект 131/132 года Луций Антоний Альб.